# Kinderpost
Kinderpost è una comunità non incorporata della contea di Texas, Missouri, Stati Uniti.

## Storia
Un ufficio postale chiamato Kinderpost fu istituito nel 1906 e rimase in funzione fino al 1954. La comunità prende il nome dalla parola tedesca che significa "bambini", dal momento che il fondatore era appassionato di bambini.